# حل المعادلات الهندسية
حل المعادلات الهندسية (بالإنجليزية: Engineering Equation Solver)‏ هو برنامج يستخدم لحل المعادلات الغير الخطية المتزامنة. يستطيع إمدادنا بالكثر من الدوال المتخصصة والمعادلات لحل مشاكل انتقال الحرارة والديناميكا الحرارية مما يجعله مفيد جدا للمهندسين العاملين بهذه المجالات.
يتم تخزين خواص الديناميكا الحرارية بداخله والذي يقلل من حل المشاكل يدويا عن طريق استخدام كود يقوم باستدعاء الخواص المطلوبة لحل المعادلات. حل المعادلات الهندسية يقوم بعمل الحلول المتكررة مما يدفع عنا الممل ويوفر الوقت لنا.
حل المعادلات الهندسية يشمل جدول بالخواص التي تسمح للمستخدم بالمقارنة بين المتغيرات في أي وقت. يمكن استخدام هذه الجداول أيضا لعمل رسومات بيانية. يمتلك أيضا أدوات تحسين للمتغير بحيث يقوم بتصغيره أو تكبيره عن طريق تغيير أرقام متغيرات أخرى. يمكن أيضا إنشاء جدوال البحث بمخزن المعلومات به بحيث يستطيع المستخدم الوصول لها. يسمح أيضا للمستخدم بإدخال معادلات والحصول على حلول. يستطيع المستخدم كتابة دوال للاستخدام في أكواده وكذلك الدوال ذات المتغيرات العديدة.
ضبط الخيارات يسمح للمستخدم اختيار وحدة النظام، تحديد معايير الوقف شاملة عدد مرات التكرار.
يستطيع المستخدم تحديد قيمة افتراضية وحدود المتغيرات كى يساعد في العملية التكرارية للحل كما يساعد البرنامج في الحل بنجاح وبشكل أسرع.